# Washington (Virginia Occidentale)
Washington è un census-designated place (CDP) degli Stati Uniti d'America, situato nello stato della Virginia Occidentale, nella contea di Wood.